# Mirsad Hibić
Mirsad Hibić (Zenica, Bosnia y Herzegovina, 11 de octubre de 1973) es un exjugador profesional de fútbol. Jugaba en la posición de defensa central.

## Trayectoria deportiva
En el verano del año 2000 ficha por el Atlético de Madrid, que había descendido a Segunda División. Fue clave en el ascenso a Primera División de la temporada 2001/2002, y jugó otros dos años con el Atlético de Madrid en primera.
En sus cuatro años en el Atleti jugó 100 partidos, anotando 5 goles.

## Clubes
| Temporadas          | Club               | Liga          | País                 |
| ------------------- | ------------------ | ------------- | -------------------- |
| 1989/1990-1991/1992 | NK Čelik Zenica    | Premijer Liga | Bosnia y Herzegovina |
| 1992/1993-1995/1996 | Hajduk Split       | Prva HNL      | Croacia              |
| 1996/1997-1999/2000 | Sevilla FC         | LFP           | España               |
| 2000/2001-2003/2004 | Atlético de Madrid | LFP           | España               |

## Premios y reconocimientos
Al cumplir con el único requisito, el de jugar 100 partidos oficiales con la camiseta del Atlético de Madrid (jugó exactamente 100 partidos), Hibić es miembro del Paseo de las Leyendas del Atlético de Madrid, contando con una placa personalizada en las afueras del Estadio Metropolitano.

## Selección nacional

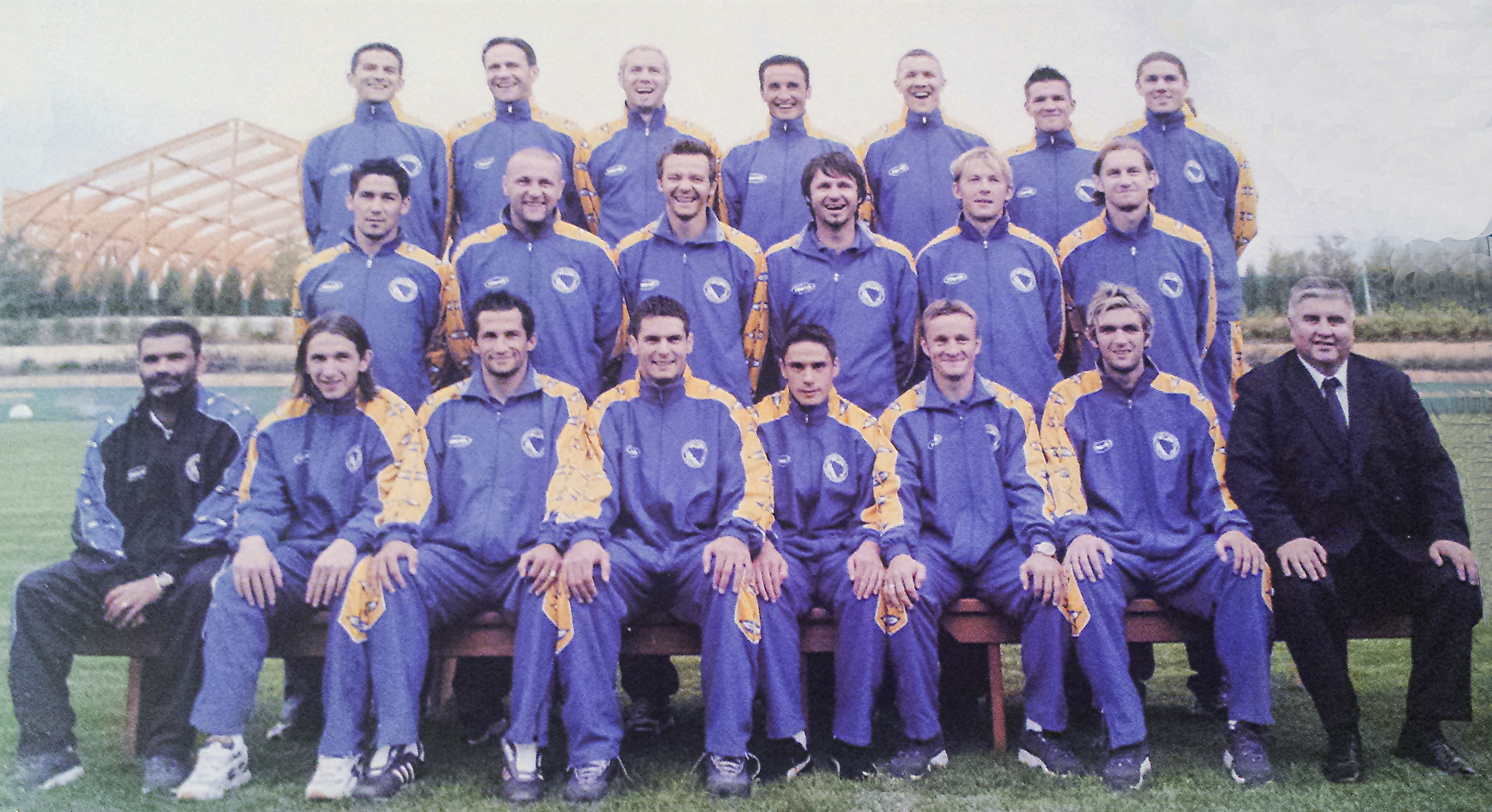
Selección Bosnia en el 2004

Hibić ha sido internacional con la selección de Bosnia-Herzegovina en 35 ocasiones.